# Diosa del Mar
La Diosa del Mar fue una goleta de madera que se hundió frente a la costa de la isla Catalina, California, a las 2:25 pm del 30 de julio de 1990.

## Hundimiento
El naufragio se produjo al final de la 10ª regata anual de bomberos, en 1990, frente a las costas del sur de California. Una pequeña lancha motora no vio al Diosa en regata. La lancha salió del istmo de Catalina y se puso delante de la embarcación. En lugar de arriesgarse a herir o matar al conductor y a los pasajeros de la embarcación más pequeña, el propietario y capitán de la Diosa, Eddie Weinberg, viró bruscamente a estribor y estrelló su barco contra Ship Rock. Los restos de la goleta fueron los favoritos de los buceadores durante muchos años, antes de desintegrarse bajo las aguas del océano Pacífico. El 2 de julio de 2012, el capitán Eddie Weinberg murió en el Hospital de Veteranos de Long Beach.
La popa y el mástil rescatados de la Diosa del Mar se expusieron durante varios años en el Istmo de la Isla Catalina (California).

## Pecio
Diosa del Mar está ubicada en 33°27′46″N 118°29′31″O / 33.462770, -118.491925. Ship Rock se encuentra a 3 millas al este del istmo en la isla Catalina, California. El rescate de la quilla estuvo a cargo de Don y Ed Huseman.
A lo largo de los años, desde el hundimiento del Diosa Del Mar en 1990, numerosas personas habían intentado levantar y salvar la quilla del pecio del barco. Fueron necesarios dos intentos por parte de los hermanos Huseman y alrededor de 17 viajes a Catalina para mover mástiles y escombros en preparación para levantar la quilla de las rocas y el arrecife, y remolcarlo al puerto de Long Beach, California. La exitosa operación de salvamento en 1996 fue "la comidilla" de los grupos marítimos y los medios de comunicación en la cuenca de Los Ángeles, ya que había habido muchos intentos fallidos a lo largo de los años.
El primer viaje del hermano Huseman a la isla Catalina en 1990 fue para inspeccionar los restos de la quilla y su ubicación en las rocas y el arrecife de Ship Rock. También descubrieron que el tamaño de la quilla no era tan grande como habían estimado originalmente. Al principio, pensaron que la quilla pesaría alrededor de 100.000 libras (50 toneladas), pero después de examinar la quilla durante una inmersión y hacer los cálculos resultó que pesaba sólo unas 40.000 libras (20 toneladas). El salvamento de la quilla de 20 toneladas fue por el valor del plomo como chatarra.
En el primer intento de levantar la quilla, Gordon Frappier remolcó un tanque de gasolina vacío de 30 pies de largo (9,1 m) por 8 pies de diámetro (2,4 m) desde el continente de California hasta el lugar del naufragio junto a Ship Rock, tres millas del Istmo en la Isla Catalina. La razón por la que se usó el tanque para levantar en lugar de bolsas de elevación individuales fue que el tanque era más fácil de controlar y era el medio menos costoso en lugar de usar una multitud de bolsas de elevación para la quilla de 20 toneladas. Después de extensos preparativos, el tanque equipado con cadenas se hizo flotar y se colocó sobre la quilla. El tanque se llenó de agua y se sumergió, luego se conectó a los grandes tensores y a los pernos de bronce que sobresalían de la parte superior de la quilla. Los buzos realizaron esta conexión durante la marea baja, luego esperaron a que la marea alta flotara la quilla y el tanque fuera de las rocas, a aproximadamente 12 pies de profundidad (3,7 m). Cuando subió la marea, el oleaje fue muy fuerte y la quilla de 20 toneladas y el tanque se balancearon hacia adelante y hacia atrás. A las tuercas de bronce de la quilla no les gustaba doblarse, y los pernos de la quilla de 32 mm (1,25 pulgadas) se rompieron y el tanque flotó hacia la superficie, poniendo así fin a su intento.
La segunda vez que intentaron levantar la quilla, se utilizó el mismo tanque y no se utilizó la marea como palanca. Ed Huseman colocó el tanque sobre la quilla y lo inundó con agua para sumergirlo, y luego fijó el tanque a la quilla. El siguiente proceso fue sacar el agua del tanque con la quilla adjunta y luego los dos flotarían hacia la superficie. Ed Huseman descubrió que conectando diez tanques de aire juntos, que contenían 72 pies cúbicos (2,0 m 3 ) de aire y conectando una manguera de jardín desde los tanques de aire a la válvula superior del tanque, el aire en la parte superior forzaría el agua a salir por la parte inferior. del tanque. La ingeniosa idea de Ed Huseman funcionó muy bien. El aire expulsó el agua de un tanque de 30 pies de largo (9,1 m) x 8 pies de diámetro (2,4 m) en unos 30 minutos. La quilla y el tanque flotaron hasta aproximadamente 4 pies (1,2 m) del arrecife, sin embargo, había rocas de aproximadamente 5 pies (1,5 m) de altura que bloquearon el movimiento de salida de la quilla. Intentaron sacar el tanque y la quilla en una dirección, pero el remolcador, un velero Cal 39 con motor diésel Perkins 4108 de 50 hp, patroneado por Dan Cohen, estaba demasiado lejos para decirle a Cohen que la quilla todavía estaba atascada. las rocas y la cuerda de remolque se partió en dos pedazos.
Después de estar en el agua durante más de nueve horas ese día, los cuatro buzos casi se dieron por vencidos. Uno de los buzos, Steve Stiener, dijo que podían mover la quilla y que podían empujar el tanque solo con la fuerza de las aletas. Todos los buzos sintieron que el tanque y la quilla iban a golpear más rocas, sin embargo, la quilla y el tanque se movieron fuera del área de roca y arrecife, atravesaron un lecho de algas y se adentraron en aguas oscuras y profundas, y flotaron hasta la superficie del agua. Después de reparar la cuerda de remolque rota, Cohen comenzó a remolcar el tanque y la quilla fuera de la roca y el área del arrecife. La exhausta tripulación de buceo, después de estar dos días en el agua, y los veleros abandonaron la Isla Catalina eufóricos, habiendo logrado una exitosa operación de salvamento que nadie más había podido realizar. Luego, el tanque y la quilla de 20 toneladas fueron remolcados 24 millas por el motor diésel Cal 39 Perkins 4108 de 50 hp a través del Canal Catalina hasta el puerto de Long Beach.

## Gallería

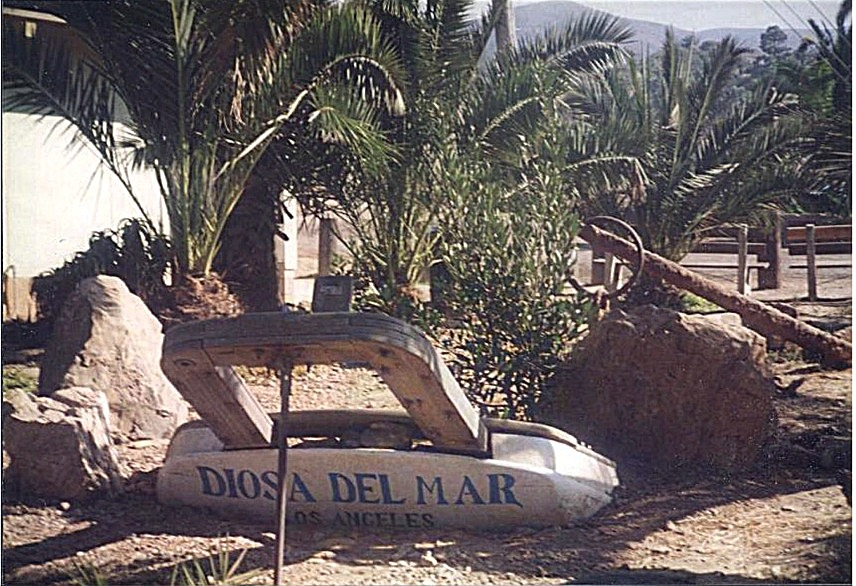
Popa y mástil en el istmo de la isla Catalina, California.
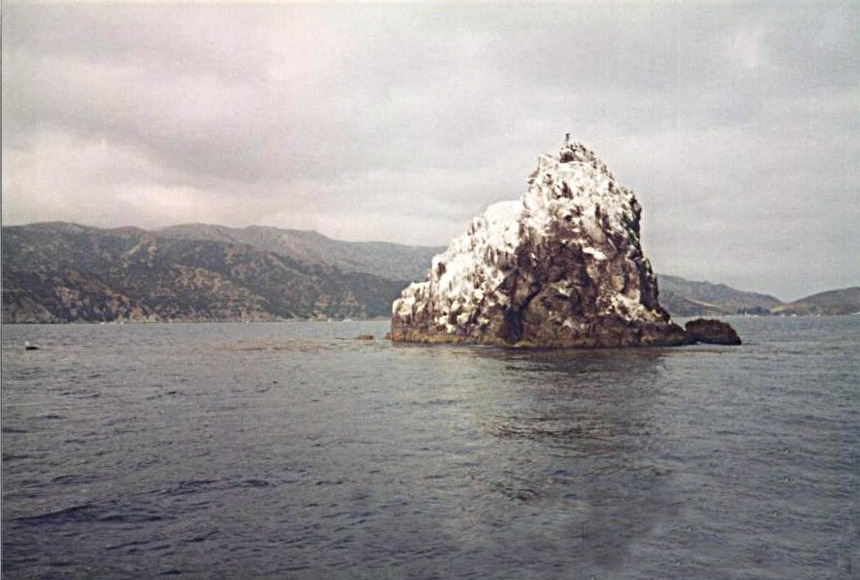
Ship Rock se encuentra a 3 millas al este del istmo en la isla Catalina, California.
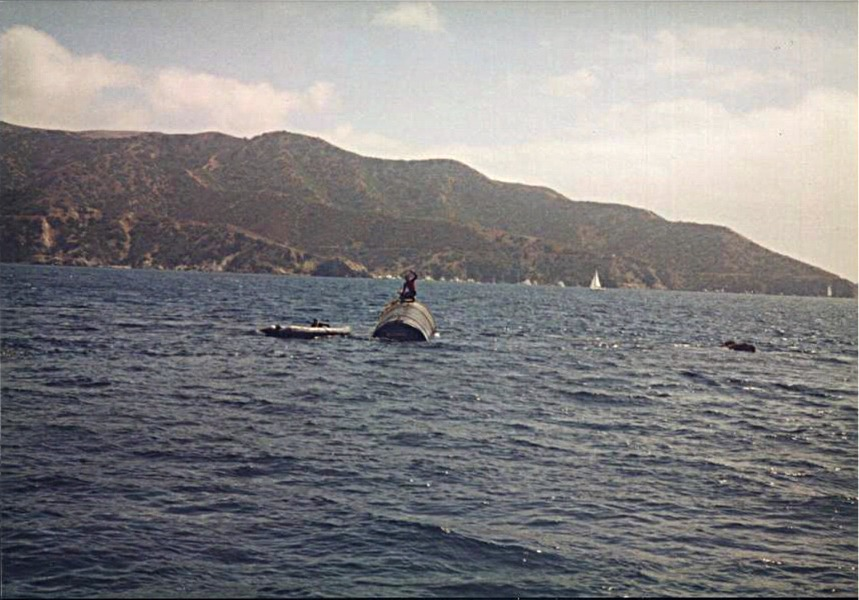
Tanque con quilla adjunta en la superficie del agua. Eric Stocker revisando el tanque.
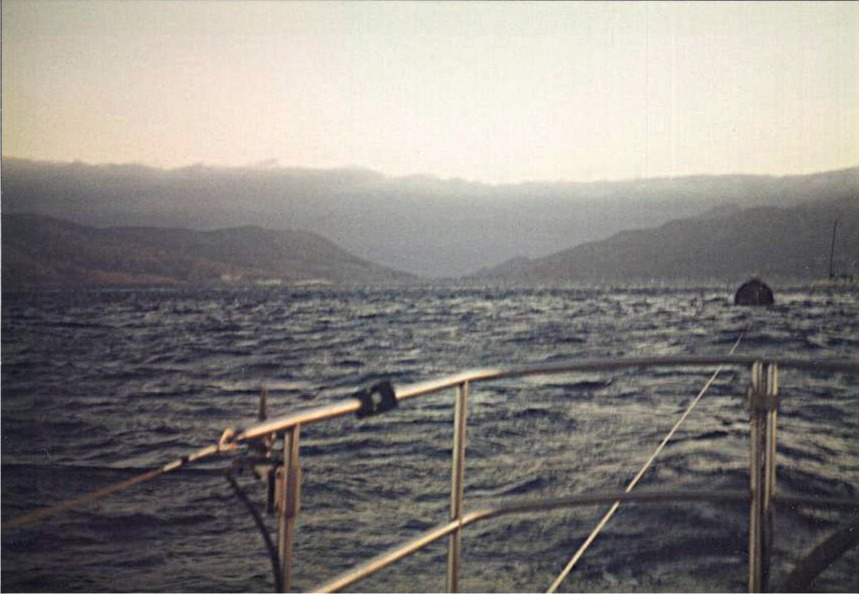
Tanque y quilla a cuestas - Istmo de Catalina al fondo.
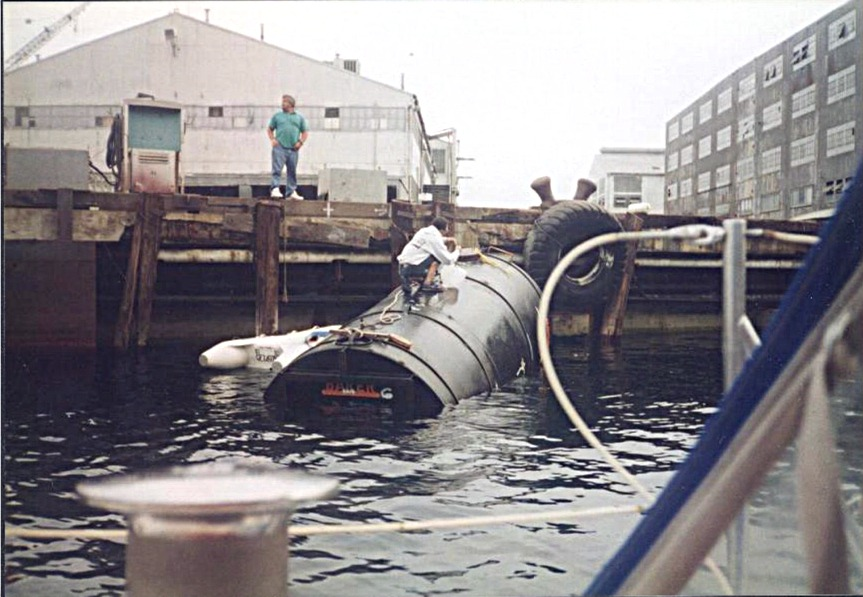
Tanque y quilla en el puerto de Long Beach, California. Don Huseman en el muelle y Eric Stocker en el tanque